# 房州アルプス
房州アルプス（ぼうしゅうアルプス）とは、千葉県富津市志駒及び梨沢に所在する山列の通称である。

## 概要
千葉県富津市志駒及び梨沢に所在する志駒川と相川（梨沢・七ツ釜渓谷）に挟まれた南北に連なる山列。最高峰は標高267mの無実山。その他、山頂に訶具都智神社が鎮座する標高225mの愛宕山（志駒愛宕山）などがある。戦後、尾根沿いの登山道が整備され、多くの登山者が訪れるようになった。
房州アルプスの所在する富津市は旧安房国 （房州）ではなく、旧上総国 （総州）である。房州アルプスという名称は、「房総」と「房州」を同義語と勘違いした誤用により名付けられ、後にこの名称が定着してしまったものである。